# زيكي مارتن
زيكي مارتن هو لاعب كرة قدم أمريكية وسياسي أمريكي، ولد في 26 سبتمبر 1924 في دينتون في الولايات المتحدة، وتوفي في 27 نوفمبر 2006 في فورت وورث في الولايات المتحدة.